# Suite per orchestra jazz n. 2
La Suite per Orchestra Jazz n. 2 (The Second Waltz) è una composizione di Dmitrij Dmitrievič Šostakovič del 1938, orchestrata da Gerard McBurney nel 2000.

## Storia
La suite nacque nel 1938 per la neonata Orchestra Jazz Nazionale Sovietica, coordinata da Wiktor Knuschewitzki. La prima esecuzione dell'opera ebbe luogo a Mosca, il 28 novembre dello stesso anno.
Causa le vicissitudini della seconda guerra mondiale, la partitura della suite andò perduta, ma una sua riduzione per pianoforte fu riscoperta nel 1999 da Manashir Yakubov. Tre movimenti della suite furono ricostruiti e orchestrati da Gerard McBurney, ed eseguiti per la prima volta a Londra il 9 settembre del 2000 dall'Orchestra Sinfonica della BBC sotto la direzione di Andrew Davis.
Sino ad anni recenti, un'altra suite di Šostakovič, articolata in otto movimenti, è stata erroneamente identificata e registrata come la Jazz Suite n. 2. Quest'opera è ora correttamente nota come la Suite per orchestra di varietà, il cui "Valzer n. 2" è stato reso celebre dalla colonna sonora del film di Stanley Kubrick Eyes Wide Shut. Dal 2008 la sinfonia è anche utilizzata come colonna sonora ufficiale del Giffoni Film Festival.

## Movimenti
1. Scherzo (Allegretto alla marcia)
2. Ninna nanna (Andante)
3. Serenata (Allegretto)

## Discografia
- "The Jazz Album", Riccardo Chailly, Royal Concertgebouw Orchestra